# 니호늄
니호늄(Nihonium)은 화학 원소로 기호는 Nh, 원자 번호는 113이다. 초우라늄 원소의 일종이며 다른 초악티늄족 원소에 비해 반감기가 길다고 생각된다. 모스코븀의 알파 붕괴 과정에서 실험적으로 약 1.2초간 관측되었다는 연구 결과가 있다. 일본 이화학연구소의 보고에 따르면, 344마이크로초에 붕괴한다고 한다. 이 원소는 주기율표에서 탈륨의 아래에 위치해 있으므로 탈륨과 비슷하게 상온에서 고체일 것으로 추측된다.

## 발견
- 2004년 2월 1일, 러시아의 두브나 원자핵공동연구원(JINR)과 미국의 로렌스 리버모어 국립연구소에 의한 합동 연구팀이 115번 원소 모스코븀의 합성에 성공하고, 모스코븀의 알파 붕괴 과정에서 113번 원소를 발견했다고 발표했지만, 그 당시까진 아직 확정되지 않았으므로 명명권은 얻지 못했다.

- 2004년 9월 28일, 일본의 이화학연구소가 발견에 성공했다고 발표하였다. 선형가속기 리니액으로 1초에 2.5조개의 아연 원자핵의 광선을 비스무트 원자핵에 조사하는 실험을 80일간 반복하고, 약 1.7×1019여 회 충돌시킨 결과, 7월 23일의 실험에서 양 원자의 융합으로 인한 니호늄-278 원자를 하나 발견했다고 한다.
- 2012년 8월 12일에 이화학연구소가 다시 니호늄-278원자를 발견했다고 발표했다.
- 2015년 12월, 국제순수·응용화학연합에서 모스코븀, 테네신, 오가네손과 함께 발견을 공식적으로 인정하였다. 이에 따라 일본 이화학연구소가 발견자로 인정되어 명명권을 얻게 되었다.[1]

## 이름
2016년 3월, 이화학연구소 연구팀 리더인 모리타 고스케 교수는 새 원소의 이름으로 니호늄(Nihonium)을 IUPAC에 통보했다. IUPAC은 다른 사람의 의견을 들은 후, 2016년 말에 공식적으로 원소 이름을 결정한다.
새 이름이 결정될 때까지는 IUPAC이 부여한 임시 이름인 "우눈트륨"이 쓰였다. 일부 연구자들은 이 원소를 멘델레예프 명명법에 따라 "에카-탈륨"이라는 이름으로 부르기도 했다.
일본에서는 최초로 발견된 원소 이름으로 "자포늄"(Japonium, Jp)이나 "리케늄"(Rikenium, Rk; 일본 이화학연구소의 약어인 리켄(理研, りけん)에서 유래) 등이 제안되기도 했다.
2016년 6월 8일, 우눈트륨의 발견자인 일본 이화학연구소는 원소의 이름을 니호늄(Nihonium, Nh)으로 최종 결정, 국제순수응용화학연합(IUPAC)도 이날 113번 원소 명명안 발표에서 원소의 명명법을 니호늄으로 결정했다.
| 제안된 이름           | 설명                              |
| 니시나늄(Nishinanium) | 일본의 물리학자 니시나 요시오     |
| 니호늄(Nihonium)      | 일본의 일본어 발음 "니혼"(にほん) |
| 리케늄(Rikennium)     | 이화학연구소의 약칭 리켄(RIKEN)   |
| 자포늄(Japonium)      | 일본의 라틴계 언어 이름           |

## 화학적 성질
스핀-궤도 상호작용 탓에 7p 오비탈중 하나가 특별히 안정해져서 13족 원소의 가벼운 동족원소와는 성질이 다를 것으로 예측된다.